# Piedra Redonda
Piedra Redonda är en ort i Mexiko.   Den ligger i kommunen Santa María Tlahuitoltepec och delstaten Oaxaca, i den sydöstra delen av landet, 400 km sydost om huvudstaden Mexico City. Piedra Redonda ligger 1 470 meter över havet och antalet invånare är 165.
Terrängen runt Piedra Redonda är bergig norrut, men söderut är den kuperad. Runt Piedra Redonda är det ganska tätbefolkat, med 62 invånare per kvadratkilometer. Närmaste större samhälle är Tamazulápam del Espíritu Santo, 10,1 km sydost om Piedra Redonda. I omgivningarna runt Piedra Redonda växer i huvudsak blandskog.